# Mīān Kherreh
Mīān Kherreh (persiska: ميان خره, ميان خُورِه, ميان خَرِّۀ بالا, ميان خره بالا) är en ort i Iran.   Den ligger i provinsen Bushehr, i den centrala delen av landet, 800 km söder om huvudstaden Teheran. Mīān Kherreh ligger 55 meter över havet och antalet invånare är 200.
Terrängen runt Mīān Kherreh är platt åt nordost, men åt sydväst är den kuperad. Runt Mīān Kherreh är det glesbefolkat, med 15 invånare per kvadratkilometer. Närmaste större samhälle är Khvormūj, 16,3 km nordost om Mīān Kherreh. Trakten runt Mīān Kherreh är ofruktbar med lite eller ingen växtlighet.